# Арнея
Арне́я (греч. Αρναία) — малый город в Греции. Расположен на высоте 600 метров над уровнем моря, на полуострове Халкидики, на северных склонах хребта Холомондас, у подножия пика Льярингова (Λιαρίγκοβα, 821 м), в 18 километрах к северо-востоку от Полийироса, в 58 километрах к юго-востоку от Салоник и в 278 километрах к северу от Афин. Исторический центр общины Аристотелис в периферийной единице Халкидики в периферии Центральная Македония. Центр Иерисской, Святогорской и Ардамерийской митрополии. Важный торговый и сельскохозяйственный центр Население 2300 жителей по переписи 2011 года. Площадь 69,409 квадратного километра.
Через город проходит национальная дорога 16 Салоники — Иерисос.

## История
Древний город Арны (др.-греч. Ἄρναι) согласно историческим данным и археологическим находкам находился к северу от холма Профитис-Илиас (Пророка Илии, Προφήτης Ηλίας), расположенного в 2 километрах к северо-западу от современного города. Археологические данные свидетельствуют о существовании поселения с XV века до н. э. до XIV века н. э. По другой версии, на холме находился другой древний город — Авгея (Αυγαία).
Современный малый город основан в конце XV — начале XVI века как подворье монастыря Констамонит. Экономический подъем в XVIII веке связан с возобновлением добычи серебра на руднике Сидирокафсия. Входил в союз 12 деревень, называемый «Союз руды» («Κοινόν του Μαδεμίου») или Мандемохория (Μαντεμοχώρια) от μαντέμι «руда» от тур. maden. В союз входили Галатиста, Вавдос, Равна, Ставрос, Варвара, Лиаригови, Неохорион, Казандзи-Махалас, Изворон, Хоруда, Ревеникия и Иерисос. Союз распался в 1821 году в ходе Греческой революции, когда Арнея стала одним из 42 поселений на Халкидики, которые были разрушены турками. Позже Арнея была восстановлена. В 1871 году построено каменное здание школы, занятое с 1990 года администрацией общины. В 1889 году восстановлена церковь Айос-Стефанос (митрополичий собор Стефана Первомученика), трёхнефная базилика с колокольней. В ходе Первой Балканской войны 2 ноября 1912 года Арнея была освобождена от турок. В 1919 году построена церковь Айи-Анарьири (Святых бессребреников).
В 1918 году (ΦΕΚ 152Α) создано сообщество. До 1928 года (ΦΕΚ 156Α) город назывался Лиаригови (Λιαριγκόβη, болг. Леригово).
В 1999 году в здании второй половины XVIII — начала XIX века открыт Исторический и этнографический музей Арнеи. В здании постройки 1870 года расположен Музей текстиля.

## Население
| Год  | Население, человек |
| ---- | ------------------ |
| 1991 | 2199               |
| 2001 | 2144               |
| 2011 | ↗ 2300             |